# Friedhof Stammersdorf-Ort

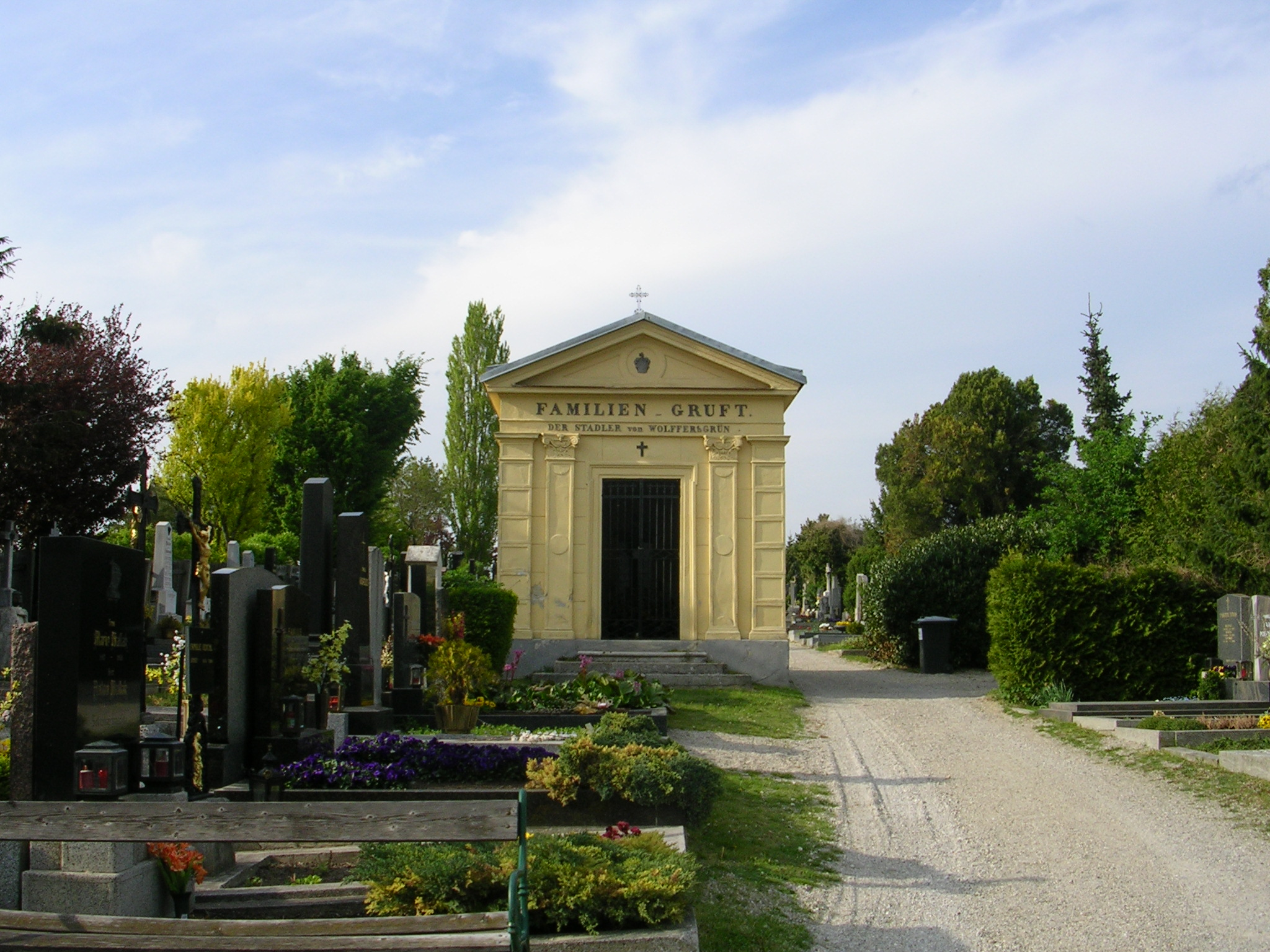
Friedhof Stammersdorf-Ort

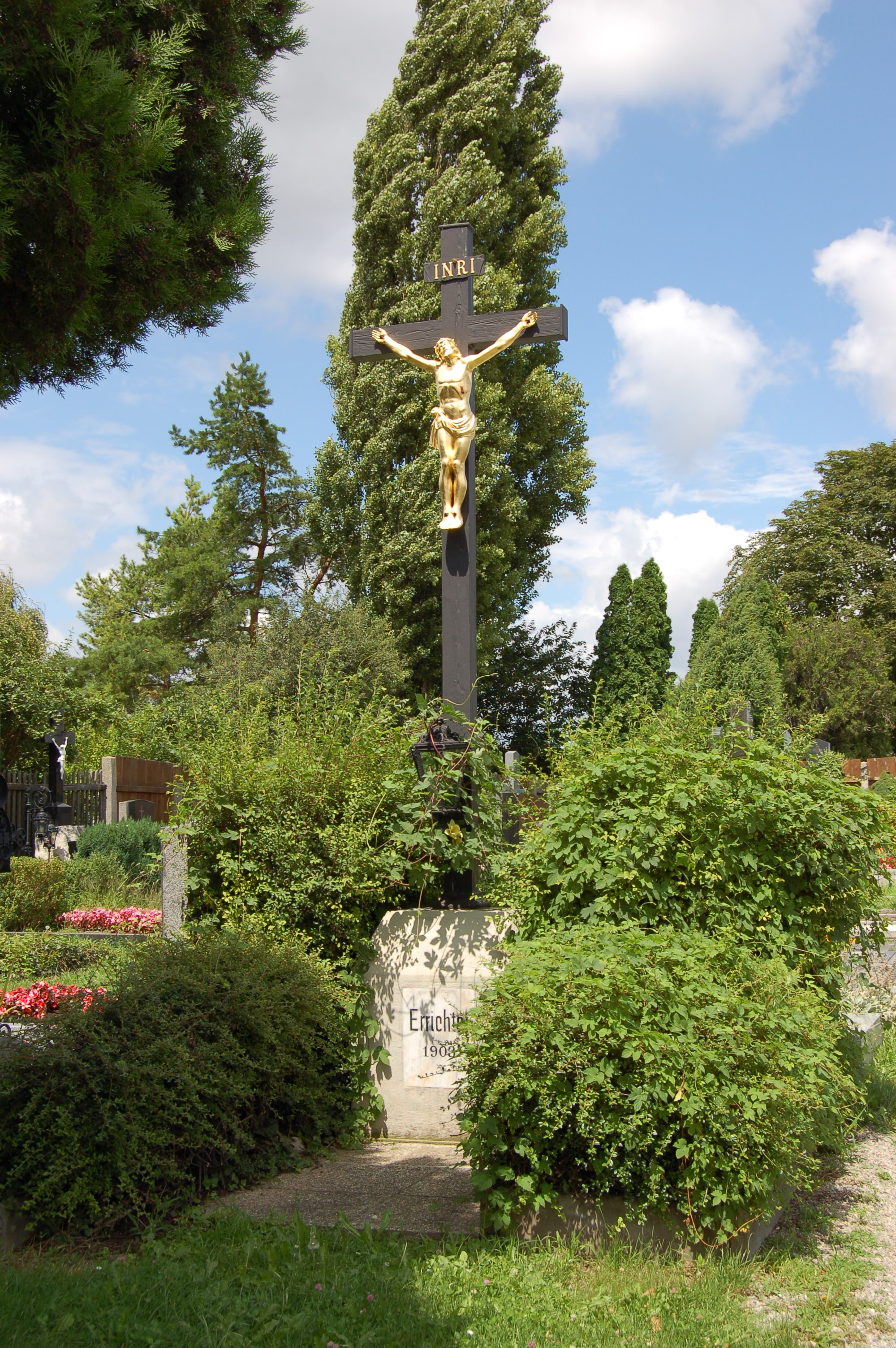
Friedhofskreuz

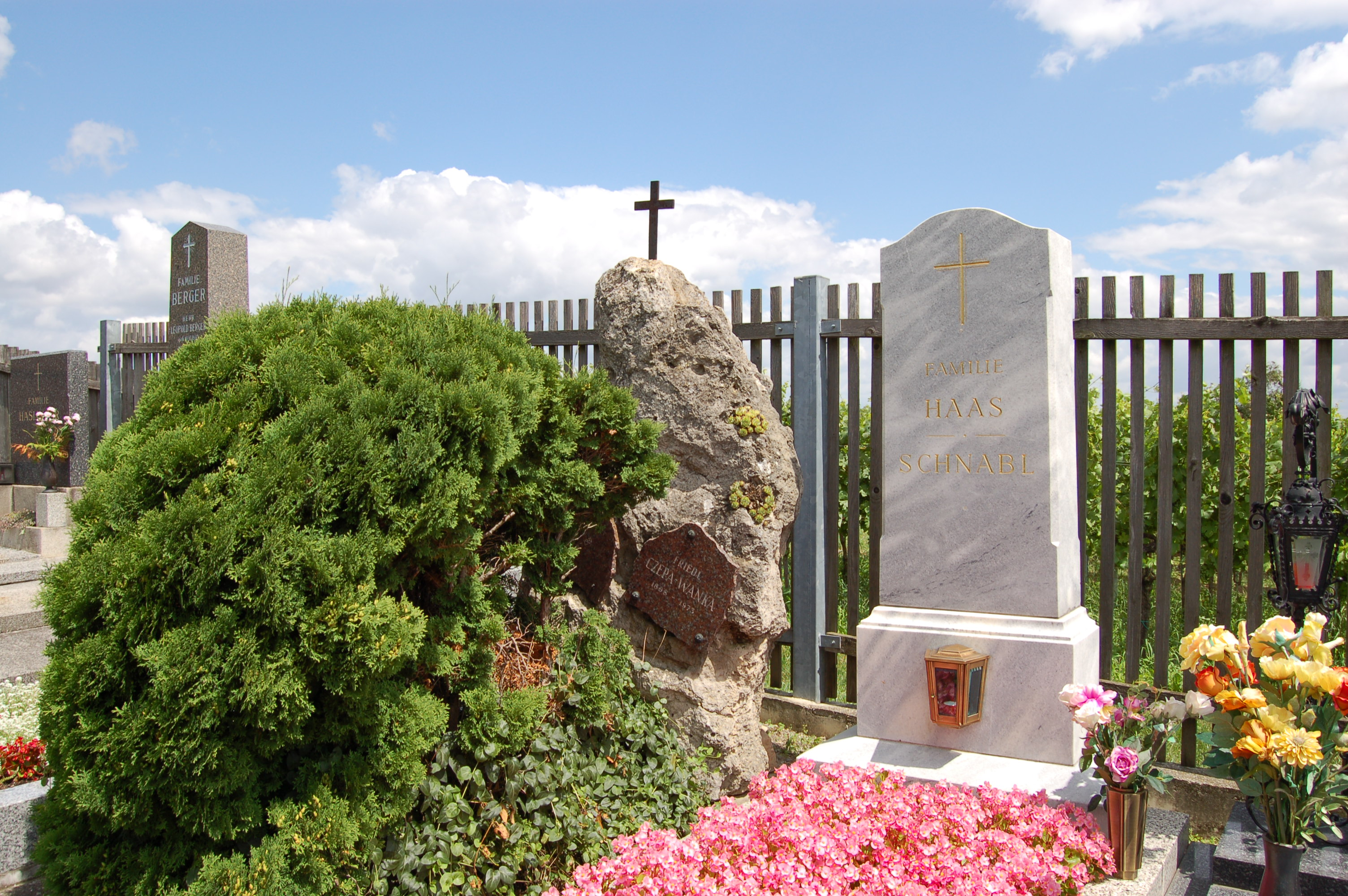
Grabmal von Friedl Czepa

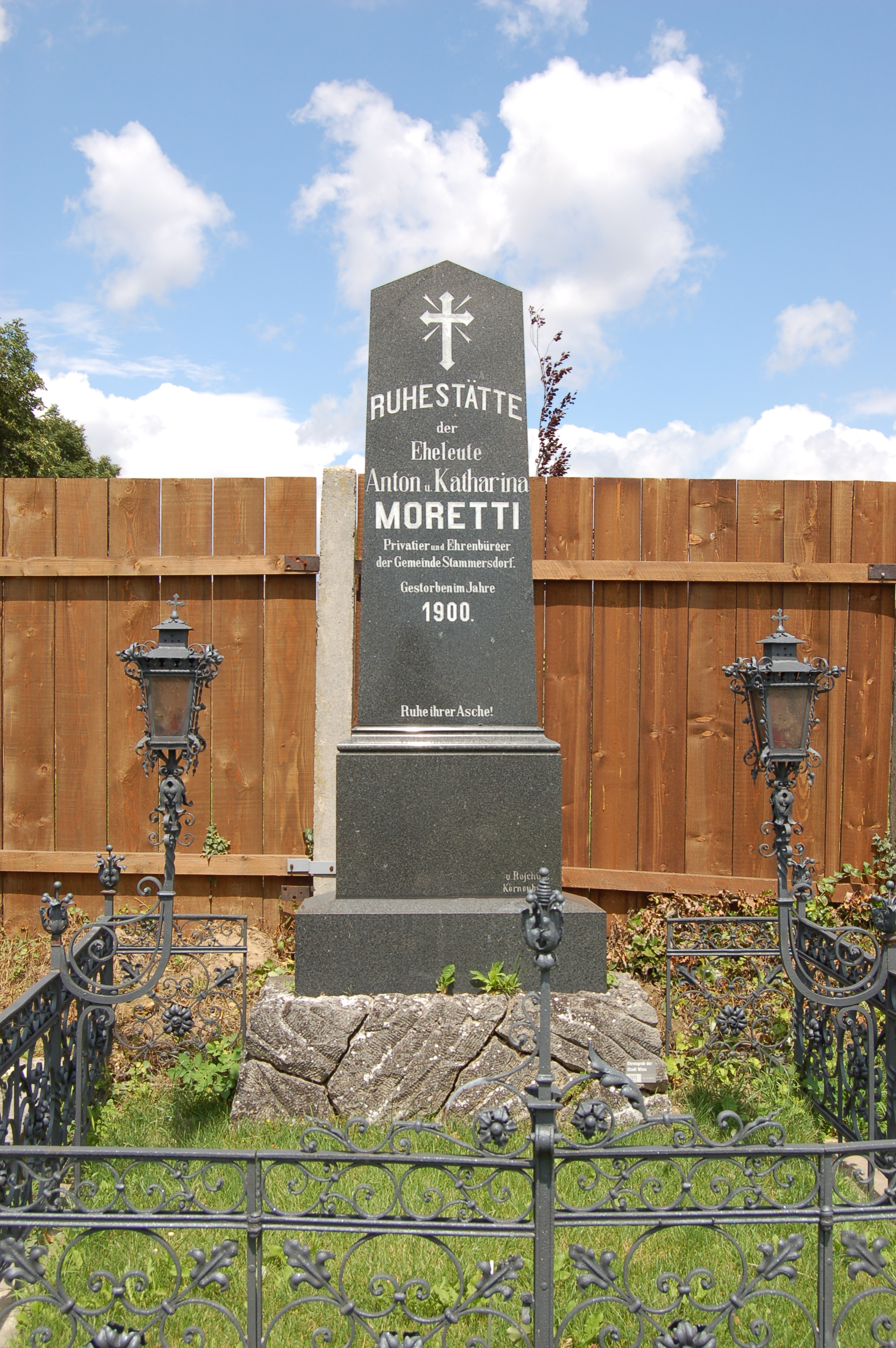
Grabmal von Anton Moretti

Der Friedhof Stammersdorf-Ort ist ein Friedhof im 21. Wiener Gemeindebezirk Floridsdorf.

## Lage
Der Friedhof Stammersdorf-Ort befindet sich im Norden des Bezirkes Floridsdorf im Bezirksteil Stammersdorf, Am oberen Kirchberg 6, nördlich der Pfarrkirche Stammersdorf. Das Areal umfasst eine Fläche von 8.217 Quadratmeter und beherbergt 984 Grabstellen. Der Friedhof gehört damit zu den kleineren städtischen Friedhöfen Wiens.

## Geschichte
Durch das Bevölkerungswachstum in der Gemeinde Stammersdorf und Strebersdorf wurde auf Kosten der beiden Gemeinden 1833 ein neuer Friedhof auf dem Gelände eines alten Weingartens errichtet. Die Einweihung erfolgte am 1. Dezember 1833 durch den Abt des Schottenstiftes Sigismund Schultes. Der alte Friedhof um die Pfarrkirche wurde 1847 eingeebnet und mit Bäumen bepflanzt. 1878, 1913/14 und 1920 wurde der neue Friedhof erweitert. Nichtkatholische Personen, Selbstmörder und ungetaufte Kinder wurden in einem separaten Bereich auf dem alten Friedhofsteil bestattet.
Nach dem Zweiten Weltkrieg wurden die Gebäude und die Infrastruktur des Friedhofes in Stand gesetzt. Weitere Renovierungsmaßnahmen erfolgten in den 1950er Jahren. Da der Friedhof inmitten eines Wohngebietes lag und sehr klein war, wurde 1952 die Vergabe neuer und heimgefallener Gräber verboten.  1953 beschloss der Gemeinderat die Schließung des Friedhofes und weiterer Friedhöfe bis 1975. 1957 bis 1965 wurde die Vergabe neuer und heimgefallener Gräber kurzfristig erlaubt, das Nutzungsrecht sollte jedoch 1975 erlöschen. Die Schließung der Friedhöfe wurde jedoch 1975 um zehn Jahre verschoben und 1980 durch eine Volksbefragung aufgehoben.

## Grabstätten bedeutender Persönlichkeiten

### Ehrenhalber gewidmete Gräber
Der Friedhof Stammersdorf-Ort weist drei ehrenhalber gewidmete Gräber auf.
| Name           | Lebensdaten | Tätigkeit                                  |
| -------------- | ----------- | ------------------------------------------ |
| Anton Moretti  | 1824–1900   | Bürgermeister von Stammersdorf, Wohltäter  |
| Gregor Olbrich | 1877–1926   | Bürgermeister von Stammersdorf (1925–1926) |
| Josef Steidl   | 1761–1850   | Gemeindearzt von Stammersdorf              |

### Gräber weiterer Persönlichkeiten
Weitere bedeutende Persönlichkeiten, die am  Friedhof Stammersdorf-Ort begraben sind:
| Name             | Lebensdaten | Tätigkeit                             |
| ---------------- | ----------- | ------------------------------------- |
| Friedl Czepa     | 1898–1973   | Schauspielerin                        |
| Fritz Fischer    | 1925–1986   | Maler                                 |
| Heinz Gerstinger | 1919–2016   | Dramaturg, Schriftsteller, Historiker |
| Ernst Vasovec    | 1917–1993   | Schriftsteller                        |